# Sárvári Győző
Sárvári Győző (Püspökladány, 1954. április 17. – Püspökladány, 2021. október 5.) magyar színész.

## Életpályája
Püspökladányban született, 1954. április 17-én.

„Kézilabdáztam, atletizáltam, úsztam és az ökölvívással is megpróbálkoztam.”

„Püspökladányban nőttem fel, ott érettségiztem. Onnan nagyon távolinak, tűnt a pesti főiskola. Aztán mégis jelentkeztem. Másodszori nekirugaszkodásra vettek fel. Egy évig a szolnoki színháznál voltam… Hogy miért lettem színész? Erre valami szépet, okosat kéne mondanom. Nekivágtam, megszerettem, csinálom. A színész szerintem éppen olyan nehezen beszél munkájáról, mint a festő a képeiről.”

Színészi diplomáját Vámos László növendékeként szerezte a Színház- és Filmművészeti Főiskolán, 1978-ban. Gyakorlati idejét a Nemzeti Színházban töltötte. A főiskola után a Veszprémi Petőfi Színházhoz szerződött. 1980 és 1986 között a Madách Színház tagja volt. 1987-től szabadfoglalkozású művész volt.

## Fontosabb színházi szerepeiből
- Makszim Gorkij: Éjjeli menedékhely... Vaszka Pepel
- William Shakespeare: Téli rege... Tiszt
- William Shakespeare: Macbeth... Malcolm, Duncan fia
- Sütő András: Káin és Ábel... Ábel
- Madách Imre: Az ember tragédiája... Mihály főangyal; Cassius; Márki
- Illyés Gyula: Különc... Baszary
- Karinthy Ferenc: Házszentelő... Váradi Róbert
- Szabó Magda: Régimódi történet... Kálmánka
- Szabó Magda: Béla király... Pilve
- Páskándi Géza: Az ígéret ostroma, avagy félhold és telihold ... Benedek
- Ray Lawler: A tizenhetedik baba nyara... Johnie Dowd
- Noël Coward: Alkonyi dal... Felix, pincér

## Filmek, tv
- Erkel Ferenc: Hunyadi László (1977)... Hunyadi László
- Mire megvénülünk (sorozat) (1978)... Áronffy Lóránd
- Hogyan csináljunk karriert? (1981)... Kurcsajev huszártiszt
- Névtelen hősök (1982)... Gábor, Parasznyai fia
- Fürkész történetei (sorozat) Holt írások titkai című rész (1982)